# 圣母领报堂 (桑坦德)

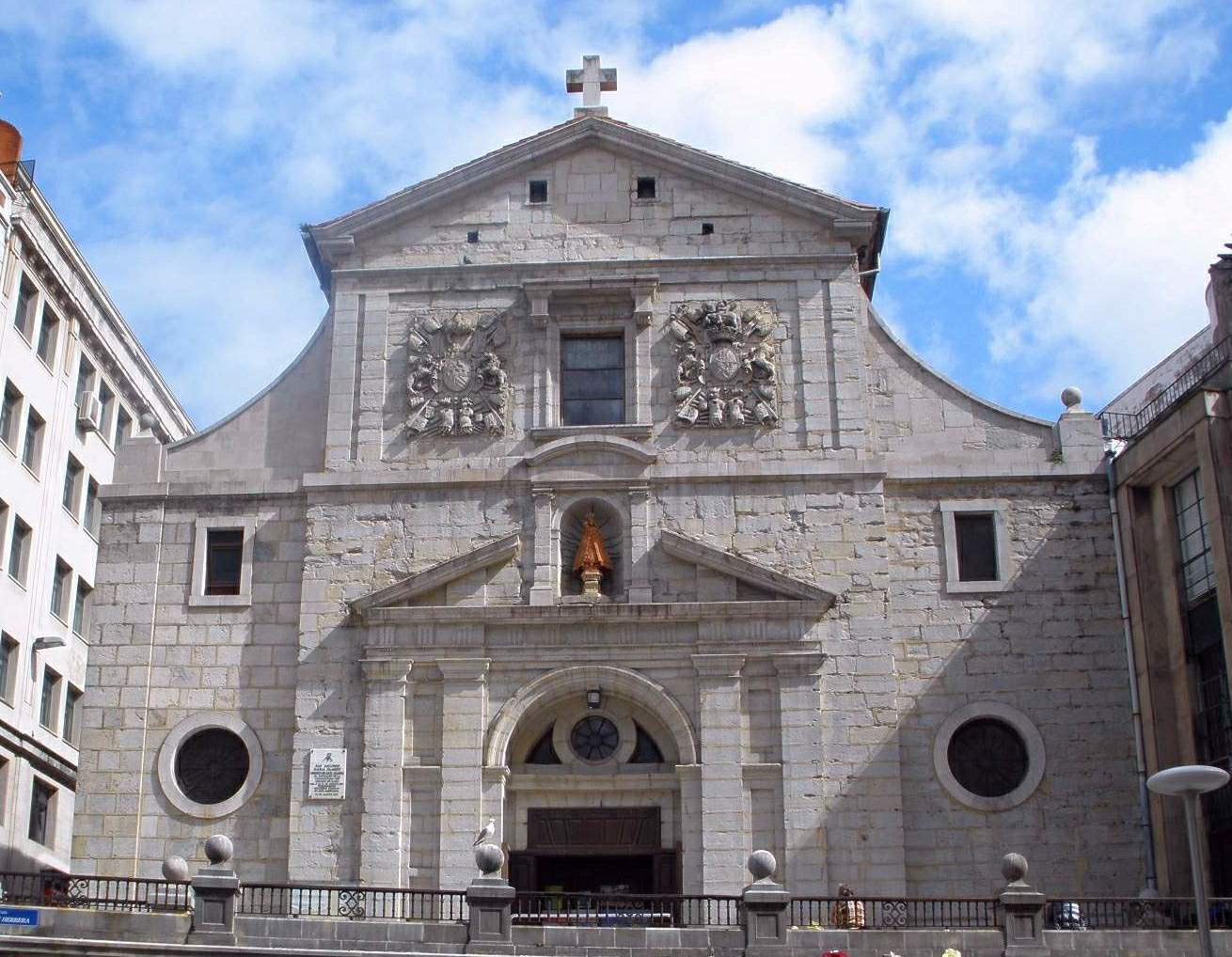

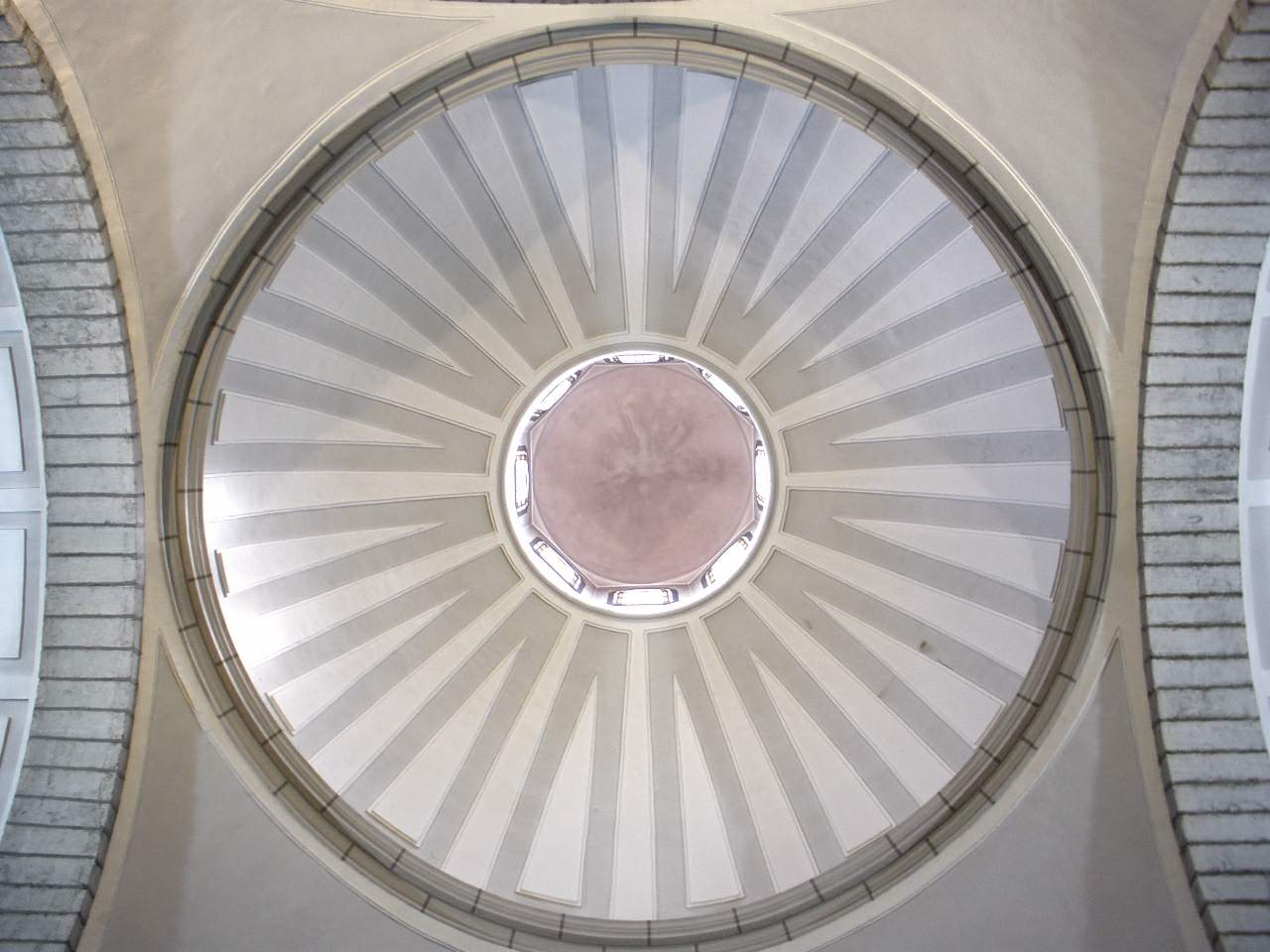

圣母领报堂（西班牙語：Iglesia de La Anunciación）是一座罗马天主教教堂，文艺复兴建筑风格，建于17世纪，奉圣母领报为主保，由教区神父管理。它位于西班牙坎塔布里亚自治区首府桑坦德的胡安·德·赫雷拉街（calle Juan de Herrera），靠近佩德罗·韦拉德广场（Plaza de Pedro Velarde）和桑坦德主教座堂。1992年11月11日公布为西班牙文化财产。

## 历史
这座教堂的奠基者是马格达莱纳·德·乌洛亚（Magdalena de Ulloa），她是奧地利的唐胡安的监护人，查理五世管家的妻子。她在这里建立了一所属于耶稣会的学校，如同在比利亚加尔西亚德坎波斯，现在只剩下教堂。
教堂的建造直到1607年才开始，在1617年到1619年之间经历了一次停顿。有人指出，这座教堂与罗德里戈·吉尔·德霍塔尼翁（Rodrigo Gil de Hontañon）设计的比利亚加尔西亚德坎波斯教堂相似，但这座教堂是由石匠胡安·德纳特斯设计，而由胡安·德马扎雷东多和胡安·德里瓦斯完成。
这座教堂在1941年桑坦德大火中部分受损。

## 建筑
这是一座文艺复兴建筑，瓦拉多利德古典主义风格。它遵循了维尼奥拉的耶稣会模式，事实上，它与罗马的耶穌堂非常相似。中间有圣母玛利亚像。两边各有上下两扇窗户。内部有长方形的中殿，两侧是小堂。在中殿上方有一个穹顶。主祭坛的顶部是一幅木制的祭坛画。